# 155-мм гаубица M777
M777 — буксируемая гаубица калибра 155 мм. Используется сухопутными войсками США, Австралии, Канады, Индии, Саудовской Аравии и Украины. Первое боевое применение состоялось в войне в Афганистане (2001—2021).

## История
Весной 1987 года подразделение вооружений Vickers Shipbuilding and Engineering (VSEL) разработало эскизный проект сверхлегкой полевой гаубицы UFH. В сентябре 1987 года Армия США санкционировала строительство двух прототипов для испытаний. Поскольку федеральный закон запрещает армии США закупать оружие иностранного производства, Vickers объединилась с Textron для создания этого оружия в США. Построенные прототипы, получившие название LW155, были доставлены в США для испытаний и оценки в конце 1989 года. В 1997 году по результатам официального конкурса на лёгкую буксируемую гаубицу, которая должна была прийти на смену существующим 155-мм буксируемым гаубицам M198 (в конкурсе кроме LW155 принимала участие также лёгкая буксируемая гаубица конструкции Royal Ordnance), LW155 была объявлена победителем. После этого решения армия США официально обозначила LW155 как XM777. Во время испытаний XM777 в 1998 году в условиях, приближенных к реальной эксплуатации, были выявлены серьёзные проблемы с усталостью металла, нестабильностью при стрельбе и повреждениями от отдачи. Эти проблемы продолжали преследовать XM777 (а позже и M777) в течение многих лет. Некоторые никогда не были полностью устранены.
В 1999 году VSEL была приобретена компанией BAE Systems, а Textron вышла из программы XM777, оставив BAE без субподрядчика в США для производства гаубицы более чем на год. К сентябрю 2000 года BAE удалось заключить субподряд с несколькими более мелкими компаниями для производства этой гаубицы, каждая из которых должна была производить различные узлы M777. Лафет должен был производиться HydroMill Inc, станины и сошники — Major Tool and Machining Inc, загрузочный лоток — Рок-Айлендский арсенал, подъемные механизмы — Wegmann, оптическая система управления огнем — Seiler Instruments and Mfg, а титановые сплавы должна была поставлять RTI International Metals Inc.
Несмотря на многочисленные текущие проблемы и технические проблемы с конструкцией, в ноябре 2002 года Министерство обороны США заключило с BAE контракт на 135 миллионов долларов на начало этапа низкопроизводительного начального производства (LRIP) XM777 и официально классифицировало гаубицу как M777. Контракт LRIP был на 94 гаубицы, первая из которых была готова в феврале 2003 года. В конечном итоге, несмотря на федеральный закон, 30 % деталей M777 (подвеска, ходовая часть и верхняя люлька) были произведены на заводе BAE в Великобритании.
В 2003 году начались испытания новой модификации M777 — M777A1. M777A1 отличалась от базовой модели наличием бортового компьютера, системы GPS, инерциальной навигации, радиостанции, а так же трёх дисплеев: командира орудия, наводчика, и помощника наводчика. В том же году M777A1 впервые провела испытательные стрельбы снарядом Excalibur. Однако серийные экземпляры M777A1 применять Excalibur не могли.
Эксплуатационные испытания с морской пехотой США, в ходе которых четыре серийные гаубицы произвели около 12 000 артиллерийских выстрелов, были завершены в декабре 2004 г. В апреле 2005 г. BAE Systems получила контракт стоимостью 834 миллиона долларов США на полномасштабное производство 495 гаубиц M777A1 и модернизацию уже поставленных заказчику M777 до уровня M777A1 Всего было произведено 650 гаубиц M777A1.
B декабре 2005 года первые четыре гаубицы M777 были поставлены морской пехотой США канадской армии по контракту на военные продажи за границу (FMS). Системы были развернуты в Афганистане в феврале 2006 г и почти сразу приняли участие в боевых действиях у Кандагара, что стало первым боевым применением M777.
В июне 2006 года BAE Systems представила на выставке Eurosatory самоходную версию гаубицы M777 — M777 Portee, которая была установлена на специально построенный автомобиль Supacat с колесной формулой 8×6. Однако в серийное производство M777 Portee не пошла.
В июле 2007 года началось производство модификации M777A2. У гаубиц M777A2 было обновлено программное обеспечение для обеспечения возможности применения снарядов Excalibur и добавлен программатор Enhanced Portable Inductive Artillery Fuze Setter для использования боеприпасов Excalibur и комплектов высокоточного наведения M1156 PGK.
В июле 2009 Министерство обороны США заказало у BAE Systems еще 62 гаубицы M777 по контракту на сумму 117 миллионов долларов.
В 2012 году BAE Systems заключила с компанией Rockford контракт на сумму 4,5 млн фунтов стерлингов на поставку 998 комплектов блоков управления, распределительных коробок и кабельных жгутов для использования в комплекте гидроусилителя HyPAK, облегчающего перевод гаубицы из походного в рабочее положение и обратно.
В 2014 году был заключён контракт с компанией Saft на поставку литий-ионных аккумуляторных батарей для М777, которые пришли на замену устанавливаемым до этого свинцово-кислотным аккумуляторам.
В 2016 году начались испытания орудийных стволов с хромированным каналом ствола. В 2017 году началось их серийное производство. Утверждается, что хромирование канала увеличивает срок службы ствола примерно в 1,5 раза.
По состоянию на 2018 год все гаубицы M777A1 были модернизированы до стандарта A2. Всего на этот момент на вооружении Армии и Корпуса морской пехоты США находилось около 1000 гаубиц M777.
19 февраля 2020 года Командованием сухопутных войск США был заключён контракт с компанией Leonardo DRS на поставку новых бортовых компьютеров и дисплеев для гаубиц M777A2. Сумма контракта — 21 470 307 долларов США.

## Сравнение М777 и М198
М777 сменила в войсках гаубицу M198. Основным преимуществом М777 по сравнению с М198 является её более лёгкий вес, что означает более высокую проходимость и относительно низкое время развёртывания. Дальность и точность выстрела у М777 и М198 одинаковы.
|                     | M777A2   | M198     |
| ------------------- | -------- | -------- |
| Вес                 | 4218 кг  | 7150 кг  |
| Время развёртывания | 3 минуты | 6 минут  |
| Время сворачивания  | 2 минуты | 10 минут |
| Проходимость        | 83 %     | 63 %     |
| Помещается в C-130  | 2        | 1        |
| Боевой расчёт       | 5        | 9        |

## Конструкция
Основной элемент гаубицы M777 — артиллерийское орудие M776 калибра 155 мм с длиной ствола в 39 калибров, которое по сути является безэжекторным вариантом ствола M284, применяемого в САУ M109A6 Paladin. Орудие оснащено модифицированным дульным тормозом M199, который используется в гаубице M198. Модификация заключается в установке буксирной проушины. Дульный тормоз уменьшает отдачу орудия на 17 %. Казённая часть орудия имеет винтовой затвор с гидравлическим приводом, открывающийся вертикально, чтобы обеспечить работу между трубами люльки. Так как гаубица имеет раздельное картузное (безгильзовое) заряжание, то есть снаряд и метательный заряд заряжаются раздельно, затвор снабжен обтюратором Банжа. Производная от ударно-спускового механизма M49 крепится к механизму подачи капсюля. Магазин рассчитан на 10 капсюлей (ударных трубок) M82. Также к казённой части прикреплён автоматически открывающийся загрузочный лоток для снарядов.
Орудие M776 установлено в люльке, качающейся на поворотном верхнем станке гаубицы. Коробчатая люлька ствола конструктивно объединена с комбинированным гидропневматическим противооткатным устройством, и состоит из четырех толстостенных титановых труб, аккумулятора, двух цилиндров отдачи и уравновешивающего механизма. Верхние две трубы также играют роль резервуаров газообразного азота для балансиров уравновешивающего устройства, а нижние по совместительству являются резервуарами масла для откатников.
Так как для разгрузки лафета применен откат орудия большой длины, а для большей устойчивости высота линии огня составляет всего 650 мм, ствол с казёнником пришлось вынести далеко вперёд относительно цапф качающейся части. Как следствие — для досылания снаряда в казенник при заряжании требуется ручной прибойник в виде длинной изогнутой штанги. Также из-за большой длины отката стрельба ведётся только с использованием длинного спускового шнура.
Подъёмный механизм люльки с орудием — типа «винт-гайка». Управление может осуществляться наводчиком, либо помощником наводчика, либо обоими одновременно. Для этого с обеих сторон верхнего станка имеются штурвалы вертикальной наводки. Основным штурвалом является левый. Привод от него на подъёмный механизм идёт через редуктор штурвала, затем через телескопический приводной вал и угловой редуктор. Правый штурвал соединён с левым через систему шестерен и валов. Максимальный угол подъёма люльки с орудием составляет 71о, минимальный: −3о (минус три градуса).
Поворотный верхний станок через вертикальный шкворень соединён с лафетом — опорной плитой, в боевом положении (перед стрельбой) устанавливаемой на грунт. В задней части опорная плита имеет зубчатый сектор, который, взаимодействуя с установленным на верхнем станке зубчатым редуктором, приводимым в действие штурвалом горизонтальной наводки, обеспечивает возможность поворота орудия относительно лафета на 23о вправо и влево. Также к плите через шкворни присоединены четыре станины. Две задние станины имеют сошники — «лопаты» для закрепления на грунте. Лопаты самозакапываются при первом выстреле орудия, но небольшие углубления под них всё же необходимо выкапывать. Между пятками лопат и лафетом установлены демпферы для предотвращения удара при самозакапывании. На двух передних станинах размещен колёсный ход на гидропневматической подвеске с поворотным кулаком. Каждое колесо может подниматься и опускаться при помощи персонального ручного гидравлического домкрата. С 2014 года для облегчения сворачивания-разворачивания орудия устанавливается гидроусилитель HyPak с энергопитанием от штатной АКБ гаубицы. Колёса имеют дисковые тормоза. На армейских гаубицах шины колёс имеют вставки Run-Flat, позволяющие ехать даже на спущенных колёсах. Корпус морской пехоты от системы Run-Flat отказался в целях уменьшения веса. В результате M777 морской пехоты весят примерно на 50 кг меньше армейских.
Гидравлический привод полуавтоматики затвора, приводы лотка, люльки и тормозов колес составляют единую гидросистему. Давление в системах гидропривода затвора и снарядного лотка создаётся за счет отката орудия при выстреле.
В базовой версии M777 имела только оптический прицел для стрельбы прямой наводкой и панораму для работы с закрытых позиций.

#### Оптические приборы гаубицы
- На правой цапфе гаубицы (рабочее место наводчика) установлено крепление для телескопа M172A1, на котором, в свою очередь, закреплены коленчатый 8-кратный телескоп M138A1 и квадрант управления огнем M18A1
- на левой цапфе (рабочее место помощника наводчика) установлено крепление для телескопа M171A1, в котором закреплены панорамный 4-кратный телескоп M137 и квадрант управления огнем M17A1.[24]

## Система управления огнём
Версии M777А1 и M777А2 оснащены цифровой компьютеризованной системой управления огнём Towed Artillery Digitization, упрощающей процесс наведения на цель. Система обеспечивает определение местоположения орудия, наведение, навигацию, и цифровую связь.

### Компоненты системы
Большинство элементов системы сосредоточены в двух сборках: верхняя сборка (англ:Top Cradle Electronics Assembly (TCEA)), расположенная в металлическом контейнере CLE (англ: Communications/Location Enclosure) сверху слева на люльке, и нижняя сборка (англ: Under Cradle Electronics Assembly (UCEA)), расположенная на амортизированном поддоне под люлькой.
- Нижняя сборка: слева закреплены две аккумуляторные батареи, обеспечивающие электросистему гаубицы питанием. Справа находятся стабилизатор-зарядное устройство (англ: Power Conditioning and Control Module (PCCM)) и бортовой компьютер (англ: Mission Computer (MSC)). К бортовому компьютеру подключены дисплеи наводчика и помощника наводчика (англ: Gunner’s Display (GND), Asst Gunner’s Assistantt Gunner’s Display (AGD)), находящиеся на их рабочих местах, и дисплей командира орудия (Chief of Section Display (CSD)), подключающийся длинным кабелем к разъёму слева на орудии.
- Верхняя сборка: в контейнере CLE находятся: GPS-приёмник (англ: Defense Advance GPS Receiver (DAGR)), Радиостанция AN/VRC-91F SINCGARS (RTA) с блоком питания (RPS) и антенной (PLA), и, у M777А2 — Platform Integration Kit (PIK) — блок для подключения индукционного программатора взрывателей Enhanced Portable Inductive Artillery Fuze Setter (EPIAFS), которым программируются снаряды Excalibur, комплекты высокоточного наведения M1156 PGK и обычные взрыватели с индукционным программированием.

Также справа сверху на люльке закреплён инерциальный навигатор (INU) Honeywell High-GTALIN с лазерным гироскопом и акселерометрами Q-Flex. К навигатору подключен датчик, измеряющий частоту вращения левого колеса (англ: Vehicle Motion Sensor (VMS)).
C 2014 года в система дополнена датчиком измерения начальной скорости снаряда (MVSS), совместно с обновлением программного обеспечения под него, которое добавляет СУО гаубицы возможность бортовых баллистических вычислений. Доплеровский радар MVSS обеспечивает измерение начальной скорости снаряда в режиме реального времени, которые используются для баллистических расчетов. (В СУО DGMS гаубицы M777C1 этот датчик устанавливался с 2006 года)

### Принцип работы
Бортовой компьютер MSC на основании данных, получаемых от GPS-приёмника DAGR и инерциального навигатора INU, определяет координаты гаубицы (долготу, широту, высоту над уровнем моря), и её ориентацию (азимут и возвышение (англ: quadrant elevations)). При отсутствии сигнала GPS используются данные только инерциальной системы. Данные автоматически с помощью бортовой радиостанции SINCGARS либо проводной связи пересылаются через сеть AFATDS с использованием протокола JVMF в Центр управления огнём (англ: Fire Direction Center (FDC)). Центр управления огнём (ЦУО) на основании этой информации определяет параметры вертикальной и горизонтальной наводки, типы снаряда и порохового заряда, и установки взрывателя, необходимые для поражения цели, и по сети передаёт их обратно в бортовой компьютер гаубицы. Информация из ЦУО отображается на дисплее командира орудия, а параметры вертикальной и горизонтальной наводки — на дисплеях наводчика и помощника наводчика. В случае отсутствия сети командир орудия может пересылать/принимать данные с помощью голосовой связи, которую обеспечивает либо та же бортовая радиостанция гаубицы, либо радиостанция автомобиля-буксировщика.

#### Индуктивный программатор взрывателей
Индуктивный программатор взрывателей EPIAFS применяется для программирования мультифункциональных взрывателей MOFA и боеприпасов с GPS-управлением: снарядов M982 Excalibur, и взрывателей с функцией коррекции курса M1156 PGK.
Существует три режима работы программатора:
1. Автономный (Uncabled). Питание программатора осуществляется от двух расположенных в рукояти гальванических батарей типоразмера D. Данные вводятся вручную. Можно программировать только взрыватели MOFA.
2. Питание по кабелю (Cabled Manual). Питание программатора осуществляется по кабелю от бортовой энергосистемы гаубицы через модуль PIK. Данные вводятся вручную. Можно программировать только взрыватели MOFA.
3. Питание и передача данных для программирования по кабелю от СУО гаубицы через модуль PIK.(Cabled Remote). Доступно программирование взрывателей с GPS-управлением.

Стрельба боеприпасами с GPS-управлением возможна только при уверенном приёме GPS-сигнала. Запрограммированный взрыватель помнит программу 7 минут и должен быть выстрелен до истечения этого срока. Если снаряд не дослан в ствол, по истечении 7 минут допускается его повторное программирование. Всего возможно 200 заливок программы (при температуре ниже нуля — 100)

### Система электропитания
Первоначально в качестве источника электроэнергии для СУО гаубицы использовались свинцово-кислотные аккумуляторные батареи (АКБ). С 2014 года вместо них начали устанавливать литий-ионные аккумуляторы VL43EFe с напряжением 28 Вольт и ёмкостью 80 Ампер-часов производства компании Saft. Они питают постоянным током 10-20 ампер систему управления огнём M777, а также энергоснабжают комплект гидроусилителя HyPak 120 амперами в течение 30-секундных периодов пиковой нагрузки.
Также с 2014 года стабилизатор — зарядное устройство PCCM, у которого при эксплуатации М777 в Афганистане были выявлены проблемы, заменяется на более совершенную версию — I-PCCM. I-PCCM также совместим с литий-ионными батареями..
При включенной СУО срок работы АКБ до полной разрядки составляет от шести до девяти часов. После этого СУО отключается и наведение на цель становится возможным только через оптические прицелы. Зарядка АКБ возможна тремя способами:
При буксировке или на огневой позиции от автомобиля-буксировщика через стандартный разъём НАТО на 24 вольта. Зарядка от буксировщика на огневой позиции создаёт шум, демаскирует орудие, в том числе и в инфракрасном спектре, и приводит к повышенному износу двигателя буксировщика.
На огневой позиции возможна зарядка от мобильного бензогенератора с напряжением 24 вольта. Это также создаёт шум и демаскирует позицию в инфракрасном спектре.
Если рядом с гаубицей имеются работающие бытовые электросети с напряжением 110 или 220 вольт, возможна подзарядка батарей от них с использованием блока питания на 24 вольта.
- Крайний слева - командир орудия с дисплеем CSD в руках
- Открытый контейнер CLE
- Диагностика и замена бортового компьютера гаубицы M777А2 в полевых условиях
- Программирование взрывателя MOFA при помощи индукционного программатора в автономном режиме.
- Программирование корректирующего взрывателя M1156 при помощи индукционного программатора в режиме Cabled Remote
- Зарядка АКБ гаубицы M777А2 c помощью электрогенератора
- Центр управления огнём батареи гаубиц M777

## Транспортировка
Основная ценность сниженного веса M777 заключалась в том, чтобы орудие можно было легко перевозить транспортными средствами, которые не могли справиться с M198, но на практике для его буксировки фактически используются только грузовые автомобили 6x6 (в Армии США штатный буксировщик M777 — грузовик FMTV, в Корпусе Морской пехоты — MTVR), а для перевозки по воздуху в полевых условиях — только тяжёлые вертолёты. Заявленная транспортабельность HMMWV и вертолетами класса UH-60 используется очень редко. Это связано с правилами техники безопасности и постепенным увеличением веса M777 с момента её первых полевых испытаний. M777 обычно перебрасываются по воздуху на внешней подвеске CH-47 Chinook , CH-53E Super Stallion или V-22 Osprey. На дальние расстояния гаубица может перевозиться самолётами C130, C141, C17, C5, но если нет большой срочности — для транспортировки используется морской и железнодорожный транспорт.
- Буксировка M777A2
- Буксировка автомобилем MTVR
- Буксировка автомобилем FMTV
- Перевозка на внешней подвеске вертолёта CH47 Chinook
- Конвертоплан MV-22 Osprey транспортирует гаубицу M777A2
- CH-53 транспортирует М777A2
- Погрузка гаубиц M777А2  в транспортный самолёт  C-17

## Боевой расчёт
Штатный расчёт орудия (гаубичная секция) составляет 9 человек +1 водитель, а минимально необходимый для стрельбы расчёт составляет 5 человек, при значительном снижении скорострельности. Так командир расчёта может взять на себя функции командира заряжающих, количество самих заряжающих тоже может быть снижено

### Штатный состав гаубичной секции M777
- Командир секции (англ: section chief) осуществляет общее руководство
- Наводчик (стрелок) (англ: gunner) производит вертикальную и горизонтальную наводку
- Помощник наводчика (англ: assistant gunner) помогает стрелку производить вертикальную наводку, открывает/закрывает затвор, устанавливает и меняет капсюль, стреляет из гаубицы.
- Регистратор (англ:recorder) сообщает наводчикам установки вертикальной и горизонтальной наводки, а также дает канонирам указание, какой снаряд и метательный заряд заряжать.
- Канониры (заряжающий) (англ: cannoneers 1-5) пять человек. Отвечают за распаковку снарядов, снаряжение их взрывателями, поднос снарядов к орудию, втрамбовывание снаряда ведущим пояском в нарезы ствола, распаковку и поднос метательных зарядов, чистку ствола[18].

## Боеприпасы

### Номенклатура
Гаубица M777, как и все артиллерийские орудия НАТО, имеет раздельное безгильзовое заряжание. То есть для выстрела необходим снаряд, метательный заряд, и ударная трубка, которая инициирует метательный заряд . Также снаряд перед выстрелом снаряжается взрывателем.

#### Снаряды
M777 может стрелять любыми снарядами, соответствующими стандарту НАТО STANAG-4425. Это могут быть осколочно-фугасные, кассетные, дымовые, осветительные и другие снаряды, в том числе снаряды — постановщики минных полей. Чаще всего применяются осколочно-фугасные снаряды. Некоторые применяемые снаряды перечислены ниже:
- M107. Максимальная дальность — 18,2 км с зарядом M119A2 либо четырьмя модульными зарядами М232А1 при круговом вероятном отклонении (КВО) 180 метров.[30]Снят с производства в США, но имеется на складах и производится в других странах.
- M795. Максимальная дальность — 22,5 км с пятью модульными зарядами М232А1 при КВО 139 метров.[30]
- M549A1. Активно-реактивный. Максимальная дальность — 30,1 км с пятью модульными зарядами М232А1 при КВО 267 метров.[30]
- M718, M741. Снаряды системы постановки противотанковых мин RAAMS. Максимальная дальность — 18,5 км с четырьмя модульными зарядами М232А1[30]
- BONUS. Кассетный противотанковый снаряд с двумя суббоеприпасами. Максимальная дальность — 27 км с пятью модульными зарядами М232А1[31]
- M982 Excalibur. Высокоточный осколочно-фугасный снаряд. Максимальная дальность — 36 км с пятью модульными зарядами М232А1 при КВО 4 метра. При поражении неподвижных точечных целей заменяет от 10 до 50 обычных снарядов в зависимости от типа снаряда и дальности цели[32].

#### Взрыватели
Могут применяться ударные взрыватели, взрыватели с задержкой времени взрыва, многофункциональные взрыватели, и взрыватель с функцией коррекции курса M1156 PGK, который снижает КВО обычных снарядов до 30 метров.

#### Метательные заряды
- М231 — Модульный. Для стрельбы на дальности от 3 до 12 км. От одного до двух зарядов на выстрел.
- М232А1 — Модульный. Для стрельбы на дальности от 8 до 30 км. От трёх до пяти зарядов на выстрел.

Могут также применяться устаревшие метательные заряды M3A1, M4A2, M119A2, M203A1

#### Ударная трубка
M82

### Стоимость боеприпасов
Артиллерийский выстрел состоит из снаряда, взрывателя и метательного заряда. Стоимость выстрела, соответственно, состоит из суммы стоимости всех этих трёх компонентов плюс стоимость ударной трубки (праймера), используемой для воспламенения заряда.

#### Снаряды
- Осколочно-фугасный снаряд M107: 230 долларов США в 2005 году. В настоящее время снят с производства в США.[33]
- Осколочно-фугасный снаряд M795: 1 200 долларов США в среднем за время производства.[34][35].
- Осколочно-фугасный снаряд M1128: 4 000 долларов США в 2023 году[36]
- Высокоточный осколочно-фугасный снаряд M982 Excalibur : 106 465 долларов США в 2022 году[36] (Взрыватель входит в стоимость)
- Противотанковый кассетный снаряд BONUS Mk II: 57 790 долларов США в 2021 году[36] (Взрыватель входит в стоимость)

#### Взрыватели
- Контактный взрыватель М739: 79 долларов США в 2023 году[36]
- Мультифункциональный взрыватель M782: 1 369 долларов США в 2023 году[36]
- Взрыватель с коррекцией курса M1156 PGK: 6 924 доллара США в 2023 году[36]

#### Пороховые заряды
- Зарядный картуз ближней зоны M231: 284 доллара США в 2023 году[36]. Для выстрела требуется от одного до двух зарядов
- Зарядный картуз дальней зоны M232 246 долларов США в 2023 году[36]. Для выстрела требуется от трёх до пяти зарядов

#### Ударная трубка M82
- 12.46 доллара США в 2020 году[37]

## Характеристики
ТТХ M777:
Размеры
- Длина: в транспортном положении — 9 738 мм; в боевом положении — 10 477 мм
- Ширина: в транспортном положении — 2 589 мм; в боевом положении — 4 340 мм
- Высота: в транспортном положении — 2 687 мм; в боевом положении — 2 011 мм (при прямой наводке)
- Клиренс: 660 мм

Дальнобойность
- Максимальная снарядом M795: 22,5 км с КВО 139 метров
- Максимальная активно-реактивным снарядом M549A1: 30,1 км с КВО 267 метров
- Максимальная снарядом Экскалибур: 40 км с КВО 4 метра[39] (Реальная максимальная дальнобойность в боевых условиях составила 36 км)[40]
- Минимальная снарядом М107 и зарядом M3A1: 3,7 км.

Скорострельность
- Интенсивная: четыре выстрела в минуту на срок до двух минут
- Стандартная: два выстрела в минуту с контролем датчика нагрева ствола.

Ограничения наводки по вертикали
- Максимальный откат ствола при выстреле: 1,39 метра
- Максимум: 71о
- Минимум: −3о (минус три градуса)

Ограничения наводки по горизонтали
- 23о вправо и влево

Объём каморы
- 18 литров[41]

Ресурс ствола
- 2650 выстрелов

Ресурс затвора
- 5300 выстрелов

Буксировка
Развёртывание
- Развёртывание: менее трёх минут
- Свёртывание: менее двух минут
- Максимальная скорость буксирования: 88 км/ч
- Скорость по пересечённой местности: 24 км/ч

Транспортировка:
- Тягачи: MTVR, FMTV, M800 и M900 5-тонные грузовики, а также любые 2,5-тонные грузовики.
- Самолёты: C130, C141, C17, C5
- Вертолёты: CH53E, CH47D, MV22, C-130[16]

## Варианты
- M777 — с наведением только по оптическим приборам. Все системы M777 (94 шт) модернизированы сначала до версии M777A1, а затем до версии M777A2.
- M777A1 — установлена система управления огнём Towed Artillery Digitization, добавлена спутниковая и инерциальная системы навигации. Все системы M777A1 (650 шт) модернизированы до версии M777A2.
- M777A2 — обновлено программное обеспечение и добавлен Enhanced Portable Inductive Artillery Fuze Setter для обеспечения возможности использования боеприпасов «Экскалибур» и комплектов высокоточного наведения M1156[5][42][43].
- M777ER — экспериментальная версия с удлинённым стволом 52 калибра (+1,8 м) и с увеличенным весом (+450 кг). Дальность стрельбы увеличена до 70 км[44]. Модернизация также включает в себя активно-реактивный снаряд XM1113 и заряд XM654, автомат заряжания и новую систему управления огнём[18]. Модификация призвана сделать артиллерию США более универсальной, переориентировав её с узкой сферы войн низкой интенсивности на войну с любым противником, в том числе технологически развитым[45].
- M777C1 — M777 с цифровой системой управления огнем Digital Gun Management System (DGMS) производства Leonardo MW. Состоит на вооружении армии Канады[18][46]. Было 37 шт, 4 переданы на Украину.[47]. Аналогичная система наведения будет установлена на M777 совместного производства BAE Systems и Mahindra для вооруженных сил Индии (контракт на 145 шт)[48][49]

## Производство и ремонт

### Производство
Гаубица производится подразделением Global Combat Systems компании BAE Systems. Управление контрактом, а также производство и сборка титановых конструкций люльки базируется в Барроу-ин-Фернесс в Великобритании. Окончательная сборка и испытания проводятся на предприятии BAE в Хаттисберге, штат Миссисипи, США, при этом в гаубице используются около 70 процентов деталей американского производства. Например, ствол орудия изготавливает Уотервлитский арсенал, механизмы вертикальной и горизонтальной наводки — Wegmann USA, загрузочный лоток — Рок-Айлендский арсенал, прицельную оптику — Seiler Instruments and Mfg, датчик измерения начальной скорости снаряда — Weibel Equipment Inc., механизм подачи капсюлей — Triumph Actuation Systems, Лафет — HydroMill Inc, станины и лопаты — Major Tool and Machining Inc, демпферы лопат — Taylor Devices

### Ремонт
С 2007 года Армейское депо Тобиханна занимается ремонтом электронных компонентов M777. Например, в 2016 году в Тобиханне было отремонтировано 150 командирских дисплеев CSD, 75 бортовых компьютеров MSC, 50 блоков питания PCCM и 26 контейнеров верхней электронной сборки CLE на общую сумму 6 миллионов долларов США.
C сентября 2010 года, спустя 7 лет после начала производства, в Армейском Депо Энистон начали производить капитальный ремонт гаубиц M777, включая сварку повреждённых титановых деталей, в том числе лопнувших сварных швов. Для обеспечения ремонта была закуплена технология сварки титана в Институте сварки Хобарта и построено новое здание стоимостью 750 000 долларов США.

## Стоимость
- Согласно контракту 2002 года на 94 гаубицы M777 базовой модели, стоимость одной гаубицы составляла 1 436 170 долларов США[3]
- Согласно контракту 2005 года на 495 гаубиц M777А1, стоимость одной гаубицы составляла 1 684 848 долларов США[19]
- Согласно контракту 2008 года на 87 гаубиц M777А2, стоимость одной гаубицы составляла 2 022 989 долларов США[59]
- Согласно контракту 2017 года на 145 гаубиц M777 для Индии, стоимость одной гаубицы составляет 3 737 931 доллар США[60]

## Инциденты
- 14 марта 2011 года во время учений на полигоне Кэмп-Лежен, Форт-Брэгг, в результате взрыва гаубицы M777A2 получили ранения 10 военнослужащих 2-го батальона 10-го полка морской пехоты 2-й дивизии морской пехоты. Согласно официальной версии, произошёл «взрыв в канале ствола». О причинах не сообщалось.[61]
- 21 февраля 2014 года во время учений на полигоне Sunken Track, Форт-Брэгг, произошёл взрыв казённой части у гаубицы М777A2 1-й секции, 1-го взвода, батареи «Браво» 321-го полка полевой артиллерии 18-й артиллерийской бригады,82-й воздушно-десантной дивизии. В результате взрыва погиб один, и тяжело ранены два члена расчёта орудия. Согласно официальной версии расчёт, включая командира, не заметил, что заряженная гаубица не выстрелила после рывка за спусковой шнур, и заряжающие попытались забить в ствол ещё один снаряд в то время как там находился предыдущий снаряд и пороховой заряд. В результате сработал взрыватель второго снаряда, подорвав снаряд, что вызвало, в свою очередь, детонацию порохового заряда.[62]
- 13 августа 2017 года в ходе проведения операции «Внутренняя решимость» на севере Ирака двое военнослужащих 82-й воздушно-десантной дивизии погибли и пятеро ранены в результате взрыва казённой части гаубицы M777A2. О причинах инцидента не сообщалось[63]
- 2 сентября 2017 года на полигоне Покран, Индия, во время стрельб, проводимых для составления баллистических таблиц для снарядов индийского производства, произошел разрыв снаряда в канале ствола. Пострадавших при инциденте не было.[64]

## Боевое применение
Гаубицы использовались ВС США в вооружённых конфликтах в Афганистане, Ираке, а также в операции «Непоколебимая решимость» против «Исламского государства» в Сирии и Ираке.
По сообщениям The Washington Post, некоторое количество M777 с боеприпасами с GPS-наведением использовалось для огневой поддержки 1-го батальона 4-го полка морской пехоты США (4th Marine Regiment), размещавшегося на подступах к городу Ракка во время боёв в его окрестностях в 2017 году.

### Украина
Гаубицы поставляются в Вооружённые силы Украины в рамках иностранной помощи в ходе вторжения России на Украину. Начиная с 4 мая 2022 года, состоят на вооружении и активно используются Вооружёнными силами Украины на всех участках фронта, в том числе с применением активно-реактивных снарядов M549, обеспечивающих стрельбу по целям на дальности до 30 км.
Отмечается высокая эффективность использования гаубиц, в частности медийное освещение получил обстрел российских понтонных мостов при попытках форсирования Северского Донца. M777  сыграли важную роль в противостоянии российскому наступлению весной и летом 2022 года и помогли ВСУ перейти в контрнаступление в августе-сентябре.
Гаубицы M777, поставленные Украине из США, не имели цифровой системы управления огнём и не могли использовать снаряды Excalibur— эксперты видят причину этого в том, что США опасались захвата этих систем Россией. Вместо штатной системы, ВСУ использовали для наведения и передачи информации о целях собственное программное обеспечение: ГИС «Арта» и «Кропива». Позднее ВСУ были поставлены М777 со штатной системой управления огнём, также Канада поставила Украине снаряды Excalibur и четыре гаубицы M777A2, оснащённые последними обновлениями оборудования и программ, необходимыми для стрельбы этими снарядами. Канада в июне 2022 года обязалась поставить Украине 10 сменных стволов для гаубиц M777 вместо изношенных, что требуется производить после выполнения 2500 выстрелов. С осени 2023 года Украина наладила производство некоторых запасных частей для M777 после получения от партнёров промышленных 3D-принтеров. Так, отмечалось что с их помощью украинская промышленность сможет производить детали которые быстро выходят из строя, например ударники.
На середину декабря 2023 года, по данным Oryx, было повреждено либо уничтожено более трети из всех М777 из 184 единиц поставленных (38 единиц уничтожено и 37 были повреждены). По состоянию на март 2025 года, потери М777 достигли 55 единиц. При отступлении ВСУ из Курской области одна из гаубиц была брошена украинскими войсками и захвачена российскими войсками неповреждённой.

## Оценки экспертов
По оценке экспертов, М777 по многим параметрам превосходит российскую и советскую артиллерию. Так M777 заметно превосходит свои российские аналоги в точности, даже при стрельбе обычным осколочно-фугасным боеприпасом.
18 мая Минобороны России опубликовало видео, на котором, по мнению экспертов, российский беспилотник Куб-БЛА атакует орудие М777 Вооружённых сил Украины. По мнению Себастьяна Роблина, опубликованному на аналитическом ресурсе 19FortyFive, этот случай показывает, что применение против М777 маломощных барражирующих боеприпасов, таких, как Куб-БЛА и Switchblade-300, является неэффективным даже в случае прямого попадания.
Украинские военнослужащие отмечают, что гаубица очень мобильная и способна вести огонь на большую дистанцию, но слабым местом в их использовании является подготовка расчётов, которая проходила в Германии и длилась всего неделю: одну группу солдат учили стрелять из гаубицы, а другую обслуживать её.
Использование войсками Украины гаубиц M777 проявило их ранее известные особенности применения и сложности обслуживания. Для компенсации облегчённой конструкции M777 требуется большое количество дополнительных дорогих механизмов и приборов, правильная эксплуатация опытными расчётами и регулярная тонкая настройка обслуживающим личным составом. Недопустим перегрев ствола и механизмов М777 от слишком частой стрельбы, после выполнения 2500 выстрелов требуется смена изношенного ствола. В то же время, военный эксперт Томас Тайнер отмечает, что после исчерпания ресурса, изношенный ствол можно использовать и дальше, при этом снижение точности будет незначительным.

## Страны-эксплуатанты
- Австралия: 54 M777A2[18][80]
- Бразилия[16]
- Индия: 41 M777A2 на 2022 год[81]; в 2017 году был заключён контракт на поставку 145 гаубиц[1]
- Канада: 37 M777[82]
- Колумбия[18]
- Саудовская Аравия: в 2011 году закуплено 36 M777A2[16][83]
- США: На начало 2022 года в вооруженных силах США имелось 999 гаубиц M777A2[18]. Из них
  - Армия: 518 M777A2[84]
  - Морская пехота: 481 M777A2[85] В 2020 году в Корпусе морской пехоты имелась 21 батарея (126 единиц) гаубиц M777, остальные полученные гаубицы находились на хранении. К 2030 году планировалось сократить количество батарей M777 до пяти (суммарно 30 гаубиц). Взамен предполагалось увеличить количество РСЗО HIMARS.[86]

В течение 2022 года количество M777A2 в США уменьшилось на 126 единиц, переданных Украине. Бо́льшая часть из них (минимум 90 единиц) были переданы из запасов Корпуса морской пехоты.
Официальное обозначение M777A2 в ВС США M777A2, Lightweight 155mm Howitzer (LW155).
- Украина — 130 M777A2 в сухопутных войсках и некоторое количество в воздушно-десантных войсках по состоянию на 2024 год[88][89].

## Галерея
- М777 11-го полка 1-й дивизии морской пехоты на военной базе КМП «Туэнтинайн-Палмс». 25 мая 2005 г.
- М777A2 2-го кавалерийского полка на учениях Saber Junction 2012. 25 октября 2012.
- Задняя часть гаубицы М777А2. Вид на рабочее место помощника наводчика. Также видны демпферы лопат.
- гаубица М777А2 в боевом положении
- Расчёт гаубицы M777 забивает в нарезы ствола снаряд М107. Заряжающий, ответственный за загрузку метательных зарядов, готовится вбросить в камору заряд М231.
- M777C1 вооруженных сил Канады.
- Артиллеристы 4-320-го арт. дивизиона 101-й вдд проверяют снаряды M795 с корректирующим взрывателем M1156 PGK на точность на передовой оперативной базе «Салерно» в провинции Хост, Афганистан. 11 июня 2013 год